# Morti il 20 giugno
| Questa pagina contiene informazioni ricavate automaticamente dalle voci biografiche con l'ausilio del template Bio e di un bot. L'aggiornamento è periodico e automatico e ricostruisce completamente la pagina. Se manca una persona in questa lista, sei pregato di non aggiungerla, ma accertati piuttosto che la sua voce biografica contenga il template Bio e che i dati anagrafici siano correttamente compilati. Se il template Bio manca, inseriscilo tu stesso o, in alternativa, metti l'avviso {{tmp\|Bio}} che ne segnala la mancanza. Se i dati riportati sono sbagliati, correggi direttamente la voce biografica; le modifiche saranno visibili in questa lista entro pochi giorni. Per chiarimenti vedi il progetto biografie. La lista contiene solo le 487 persone che sono citate nell'enciclopedia e per le quali è stato implementato correttamente il template Bio. Pagina aggiornata al 9 ago 2025. |

## IX secolo(1)
- 840 - Ludovico il Pio, imperatore franco (n. 778)

## X secolo(2)
- 930 - Ubaldo di Saint-Amand, religioso francese
- 940 - Abu Bishr Matta ibn Yunus, filosofo e traduttore arabo

## XII secolo(5)
- 1119 - Henry de Beaumont, I conte di Warwick, nobile (n. 1048)
- 1139 - Giovanni da Matera, monaco cristiano italiano
- 1175 - Gleb Andreevič, principe russo
- 1176 - Michele I di Vladimir, principe russo (n. 1145)
- 1180 - Minamoto no Yorimasa, militare e poeta giapponese (n. 1104)

## XIII secolo(2)
- 1201 - 'Imad al-Din al-Isfahani, storico persiano (n. 1125)
- 1218 - Eleonora di Vermandois, nobile francese

## XIV secolo(6)
- 1311 - Tebaldo Brusato, politico italiano
- 1351 - Margareta Ebner, religiosa tedesca (n. 1291)
- 1363 - Pietro Farnese, condottiero italiano
- 1373 - Raimondo di Canillac, arcivescovo cattolico, religioso e cardinale francese
- 1394 - Prendiparte Pico di Paolo, condottiero e politico italiano
- 1399 - Barquq, sultano

## XV secolo(7)
- 1405 - Alessandro Stuart, militare scozzese
- 1442 - Battista Fregoso, doge (n. 1380)
- 1448 - Guidantonio Manfredi, nobile italiano (n. 1407)
- 1483 - Ferdinando II di Braganza, duca (n. 1430)
- 1488 - García Álvarez de Toledo y Carrillo, nobile e ufficiale spagnolo (n. 1424)
- 1489 - Georg Golser, vescovo cattolico tedesco
- 1495 - Giorgio Natta, giurista italiano

## XVI secolo(13)
- 1504 - Cristoforo Lanfranchini, diplomatico e politico italiano (n. 1430)
- 1508 - Ahmad al-Wansharisi, teologo e giurista algerino (n. 1430)
- 1539 - Filippo III di Waldeck, nobile tedesco (n. 1486)
- 1561 - Francis Hastings, II conte di Huntingdon, nobile inglese (n. 1514)
- 1571 - Agostino Baglione, vescovo cattolico italiano
- 1574 - Antoine de Créqui Canaples, cardinale, vescovo cattolico e abate francese (n. 1531)
- 1584 - Dermot O'Hurley, vescovo cattolico irlandese
- 1585 - Christian Kruik van Adrichem, scrittore e presbitero olandese (n. 1533)
- 1586 - Araki Murashige, militare giapponese (n. 1535)
- 1588 - Kumabe Chikanaga, sovrano (n. 1516)
- 1589 - Guillaume Rouillé, editore e umanista francese (n. 1518)
- 1589 - Aurelio Zibramonti, vescovo cattolico italiano
- 1597 - Willem Barents, navigatore e esploratore olandese

## XVII secolo(16)
- 1605 - Fëdor II di Russia, sovrano russo (n. 1589)
- 1605 - Marija Grigor'evna Skuratova-Bel'skaja, russa
- 1610 - Simone Moschino, scultore e architetto italiano (n. 1553)
- 1628 - William Cavendish, II conte di Devonshire, nobile e politico inglese (n. 1590)
- 1638 - Ippolita Trivulzio, nobildonna italiana (n. 1600)
- 1643 - Caterina Scappi, filantropa maltese
- 1648 - Gennaro Annese, rivoluzionario italiano (n. 1604)
- 1649 - Richard Brandon, boia britannico (n. 1591)
- 1649 - Maria Tesselschade Visscher, poetessa olandese (n. 1594)
- 1650 - Alessandro Scappi, vescovo cattolico italiano
- 1663 - Caterina Enrichetta di Borbone, nobile francese (n. 1596)
- 1669 - Masseo Vitali, vescovo cattolico italiano
- 1669 - Domenico de Marini, arcivescovo cattolico italiano (n. 1599)
- 1678 - Giorgio IV di Erbach-Fürstenau, nobile tedesco (n. 1646)
- 1688 - Raymond Louis de Crevant d'Humières, marchese di Preuilly, ammiraglio francese (n. 1628)
- 1697 - Jan Kazimierz Denhoff, cardinale e vescovo cattolico polacco (n. 1649)

## XVIII secolo(24)
- 1702 - Francesco Pannocchieschi, arcivescovo cattolico italiano (n. 1625)
- 1714 - Maria Anna Mancini, duchessa italiana (n. 1649)
- 1717 - Anna Leszczyńska, nobildonna polacca (n. 1699)
- 1717 - Bartolomeo Nappini, poeta e presbitero italiano (n. 1637)
- 1722 - Christoph Dientzenhofer, architetto tedesco (n. 1655)
- 1730 - Gabriel de Grupello, scultore fiammingo (n. 1644)
- 1734 - Michele Federico Althann, cardinale e vescovo cattolico tedesco (n. 1682)
- 1739 - Edmond Martène, monaco cristiano, storico e bibliotecario francese (n. 1654)
- 1743 - Maria Francesca di Monaco, principessa monegasca (n. 1728)
- 1743 - Sayf bin Sultan II, sovrano omanita
- 1750 - Francesco Gallo, architetto italiano (n. 1672)
- 1751 - Sebastiano Paoli, letterato, archeologo e antiquario italiano (n. 1684)
- 1759 - Maurizio Adolfo Carlo di Sassonia-Zeitz-Neustadt, vescovo cattolico tedesco (n. 1702)
- 1760 - Giovanni Battista Mesmer, cardinale italiano (n. 1671)
- 1765 - Andrew Rollo, V lord Rollo, generale e nobile britannico (n. 1703)
- 1767 - Władysław Aleksander Łubieński, arcivescovo cattolico polacco (n. 1703)
- 1768 - Vincenzo Cannizzaro, pittore italiano (n. 1742)
- 1779 - Alessandro Ruspoli, II principe di Cerveteri, principe, politico e diplomatico italiano (n. 1708)
- 1782 - Bonifacio Finetti, filosofo e linguista italiano (n. 1705)
- 1787 - Karl Friedrich Abel, compositore e gambista tedesco (n. 1723)
- 1792 - Peder Aadnes, pittore norvegese (n. 1739)
- 1793 - John Rawdon, I conte di Moira, nobile irlandese (n. 1720)
- 1794 - Félix Vicq d'Azyr, anatomista e medico francese (n. 1748)
- 1800 - Abraham Gotthelf Kästner, matematico tedesco (n. 1719)

## XIX secolo(72)
- 1802 - Gaetano Gandolfi, pittore italiano (n. 1734)
- 1807 - Ferdinand Berthoud, orologiaio francese (n. 1727)
- 1808 - Franciszek Ksawery Dmochowski, scrittore, poeta e traduttore polacco (n. 1762)
- 1810 - Hans Axel von Fersen, diplomatico e militare svedese (n. 1755)
- 1813 - Joseph Chinard, scultore francese (n. 1756)
- 1815 - Guillaume Philibert Duhesme, generale francese (n. 1766)
- 1815 - George Montagu, naturalista, ornitologo e militare britannico (n. 1753)
- 1817 - Marie-Gabriel-Florent-Auguste de Choiseul-Gouffier, diplomatico e scrittore francese (n. 1752)
- 1818 - Edvige Elisabetta Carlotta di Holstein-Gottorp, sovrana (n. 1759)
- 1820 - Manuel Belgrano, economista, politico e generale argentino (n. 1770)
- 1821 - Clemente Bondi, poeta e traduttore italiano (n. 1742)
- 1822 - Eugenio Federico di Württemberg, nobile (n. 1758)
- 1825 - Gregorios Papaflessas, patriota greco (n. 1788)
- 1826 - Miguel José de Azanza, politico e diplomatico spagnolo (n. 1746)
- 1826 - Anna Kirillovna Razumovskaja, nobildonna russa (n. 1754)
- 1828 - Francesco Chiarenti, politico italiano (n. 1766)
- 1828 - Thomas Mann Randolph Junior, politico statunitense (n. 1768)
- 1830 - Paul Maria Joseph Senitzer, generale austriaco (n. 1760)
- 1833 - Nicholas Fish, ufficiale statunitense (n. 1758)
- 1836 - Emmanuel Joseph Sieyès, abate e politico francese (n. 1748)
- 1837 - Giovanni Furno, compositore italiano (n. 1748)
- 1837 - Guglielmo IV del Regno Unito, re inglese (n. 1765)
- 1837 - Natale Mussini, compositore italiano (n. 1765)
- 1838 - Giovanni Battista De Cristoforis, letterato e scrittore italiano (n. 1785)
- 1838 - Giuseppe Saitta, vescovo cattolico italiano (n. 1768)
- 1840 - Pierre Daunou, politico, storico e archivista francese (n. 1761)
- 1841 - Agostino Ademollo, avvocato, scrittore e storico italiano (n. 1799)
- 1842 - Ignacy Ludwik Pawłowski, arcivescovo cattolico polacco (n. 1776)
- 1843 - Hugh Swinton Legaré, politico statunitense (n. 1797)
- 1847 - Vincenza Gerosa, religiosa italiana (n. 1784)
- 1847 - Juan Larrea, imprenditore e politico argentino (n. 1782)
- 1849 - James Clarence Mangan, poeta irlandese (n. 1803)
- 1851 - Giulio Aluisetti, architetto, ingegnere e incisore italiano (n. 1794)
- 1851 - Narciso Clavería y Zaldúa, militare e funzionario spagnolo (n. 1795)
- 1853 - Carlo Trenca, politico monegasco (n. 1801)
- 1854 - Carolina Luisa di Assia-Homburg, principessa tedesca (n. 1771)
- 1856 - Florestano I di Monaco, principe monegasco (n. 1785)
- 1857 - Aleksandr Ivanovič Černyšëv, generale, diplomatico e politico russo (n. 1786)
- 1858 - Theodor Panofka, archeologo tedesco (n. 1800)
- 1860 - Antoine Blanc, arcivescovo cattolico francese (n. 1792)
- 1863 - Vincenzo Flauti, matematico italiano (n. 1782)
- 1863 - Joseph Russegger, geologo austriaco (n. 1802)
- 1863 - Luigi Felice Rossi, compositore e critico musicale italiano (n. 1805)
- 1864 - Jacopo Vincenzo Foscarini, poeta e politico italiano (n. 1783)
- 1869 - Diomīdīs Kiriakos, politico e scrittore greco (n. 1811)
- 1870 - Jules de Goncourt, scrittore francese (n. 1830)
- 1871 - Napoleone Angiolini, pittore italiano (n. 1797)
- 1871 - Auguste Vermorel, politico, giornalista e scrittore francese (n. 1841)
- 1872 - Alfred Clebsch, matematico tedesco (n. 1833)
- 1872 - Élie Frédéric Forey, generale francese (n. 1804)
- 1875 - Wilhelm Bauer, inventore tedesco (n. 1822)
- 1876 - Giorgio Augusto di Meclemburgo-Strelitz, principe (n. 1824)
- 1876 - John Neal, scrittore e critico letterario statunitense (n. 1793)
- 1878 - Paolo Griffini, generale e politico italiano (n. 1811)
- 1880 - Karl Wilhelm Nitzsch, storico tedesco (n. 1818)
- 1881 - Albert Mackey, medico statunitense (n. 1807)
- 1882 - François-Auguste Biard, pittore e viaggiatore francese (n. 1799)
- 1883 - Gustave Aimard, romanziere francese (n. 1818)
- 1886 - Jayajirao Scindia, principe indiano (n. 1835)
- 1888 - Cesare Dominiceti, compositore italiano (n. 1821)
- 1888 - Maria di Prussia, principessa (n. 1855)
- 1888 - Johannes Zukertort, scacchista polacco (n. 1842)
- 1889 - Abraham C. Myers, militare statunitense (n. 1811)
- 1891 - Cesare Masini, pittore e scrittore italiano (n. 1812)
- 1891 - Vincenzo Ricasoli, politico, agronomo e patriota italiano (n. 1814)
- 1892 - Luigi Bettinelli, pittore e incisore italiano (n. 1824)
- 1892 - Albert Wolff, scultore tedesco (n. 1814)
- 1895 - Carl Eduard Adolph Gerstaecker, zoologo e entomologo tedesco (n. 1828)
- 1897 - Cesare Asti, attore teatrale italiano (n. 1815)
- 1897 - Japetus Steenstrup, zoologo danese (n. 1813)
- 1897 - Achille Vertunni, pittore italiano (n. 1826)
- 1900 - Clemens von Ketteler, diplomatico tedesco (n. 1853)

## XX secolo(203)
- 1902 - Alfred Bloch, calciatore francese (n. 1878)
- 1903 - Gaspare Stanislao Ferrari, matematico italiano (n. 1834)
- 1904 - Teodoro Salzillo, patriota italiano (n. 1826)
- 1906 - Francesco Pignatelli, IX principe di Strongoli, nobile e politico italiano (n. 1837)
- 1906 - Ernst Schultz, velocista danese (n. 1879)
- 1908 - Federico Chueca, compositore, direttore d'orchestra e pianista spagnolo (n. 1846)
- 1909 - Ernest Chaplet, designer, scultore e ceramista francese (n. 1835)
- 1909 - Friedrich Fromhold Martens, diplomatico e giurista estone (n. 1845)
- 1911 - Norberto Cassinelli, presbitero italiano (n. 1829)
- 1912 - Voltairine de Cleyre, anarchica e scrittrice statunitense (n. 1866)
- 1912 - Aleksandr Sergeevič Dolgorukov, politico e diplomatico russo (n. 1841)
- 1913 - Francis Fox Tuckett, alpinista britannico (n. 1834)
- 1915 - George Fairbairn, canottiere britannico (n. 1888)
- 1915 - Giovanni Gottardi, avvocato e politico italiano (n. 1840)
- 1915 - Vincenzo Massabò, avvocato e politico italiano (n. 1840)
- 1915 - Emil Rathenau, ingegnere e imprenditore tedesco (n. 1838)
- 1917 - Digby Bell, attore teatrale statunitense (n. 1849)
- 1917 - Giovanni Boicelli, ingegnere italiano (n. 1857)
- 1917 - James Crafts, chimico statunitense (n. 1839)
- 1917 - Phillip Sonntag, ginnasta e multiplista statunitense (n. 1878)
- 1918 - Maurilio Bossi, militare italiano (n. 1897)
- 1918 - Icilio Guareschi, chimico e storico italiano (n. 1847)
- 1918 - Luigi Lama, militare italiano (n. 1891)
- 1918 - Umberto Sacco, militare italiano (n. 1898)
- 1918 - Sape Talma, medico olandese (n. 1847)
- 1919 - Raffaello Colarusso, politico italiano (n. 1854)
- 1919 - Tivadar Kosztka Csontváry, pittore ungherese (n. 1853)
- 1920 - John Grigg, astronomo neozelandese (n. 1838)
- 1920 - Dmitrij Iosifovič Ivanovskij, botanico e biologo russo (n. 1864)
- 1921 - George Loane Tucker, regista, attore e sceneggiatore statunitense (n. 1872)
- 1922 - Lewis Beaumont, ammiraglio britannico (n. 1847)
- 1922 - Wilhelm Hallwachs, fisico tedesco (n. 1859)
- 1922 - Vittorio Monti, compositore, violinista e direttore d'orchestra italiano (n. 1868)
- 1923 - Giuseppe Cuzzi, avvocato e politico italiano (n. 1839)
- 1923 - Emily Anne Spencer-Churchill, nobildonna inglese (n. 1854)
- 1923 - Maria di Battenberg, principessa (n. 1852)
- 1924 - Francisco Iturrino, pittore spagnolo (n. 1864)
- 1924 - Jan Pech, calciatore boemo (n. 1886)
- 1925 - Josef Breuer, medico austriaco (n. 1842)
- 1926 - Lorne Currie, velista britannico (n. 1871)
- 1927 - Clara Louise Burnham, scrittrice statunitense (n. 1854)
- 1927 - William Frederick Collings, nobile britannico (n. 1852)
- 1928 - Finn Malmgren, meteorologo e esploratore svedese (n. 1895)
- 1930 - Hamid Ali Khan di Rampur, principe indiano (n. 1875)
- 1931 - Luigi Cito Filomarino, militare e politico italiano (n. 1861)
- 1933 - Edward Chiera, archeologo italiano (n. 1885)
- 1933 - Clara Zetkin, politica tedesca (n. 1857)
- 1935 - Edgardo Minoli, ginnasta, schermidore e arbitro di calcio italiano (n. 1886)
- 1936 - Margaret Jane Benson, botanica britannica (n. 1859)
- 1936 - Pasquale Del Pezzo, matematico e politico italiano (n. 1859)
- 1937 - Gerolamo Biscaro, giurista e storico italiano (n. 1858)
- 1937 - Clarence Clark, tennista statunitense (n. 1859)
- 1937 - Aleksandr Frizon, vescovo cattolico russo (n. 1875)
- 1938 - Liselotte Herrmann, antifascista tedesca (n. 1909)
- 1940 - Jehan Alain, compositore e organista francese (n. 1911)
- 1940 - Charley Chase, attore e regista statunitense (n. 1893)
- 1940 - Michele Macrì, militare italiano (n. 1920)
- 1940 - Emma Nevada, soprano statunitense (n. 1859)
- 1940 - Carlo Noé, militare italiano (n. 1915)
- 1940 - Leopold Schmutzler, pittore ceco (n. 1864)
- 1940 - Matthias Zdarsky, sciatore alpino austriaco (n. 1856)
- 1941 - Peder Mørk Mønsted, pittore danese (n. 1859)
- 1942 - Giovanni Leccis, militare italiano (n. 1921)
- 1943 - Lucien Démanet, ginnasta francese (n. 1874)
- 1943 - Eduardo Piola Caselli, magistrato, giurista e politico italiano (n. 1868)
- 1943 - Freddie Tomlins, pattinatore artistico su ghiaccio britannico (n. 1919)
- 1944 - Toni Merkens, pistard tedesco (n. 1912)
- 1944 - Ismail di Kelantan, sovrano malese (n. 1880)
- 1944 - Ezio Rizzato, militare e partigiano italiano (n. 1909)
- 1944 - Cleonice Tomassetti, patriota italiana (n. 1911)
- 1944 - Jean Zay, politico francese (n. 1904)
- 1945 - Robert Crewe-Milnes, politico e scrittore britannico (n. 1858)
- 1945 - Bruno Frank, romanziere, drammaturgo e sceneggiatore tedesco (n. 1887)
- 1945 - Luigi Ferdinando d'Orléans, principe spagnolo (n. 1888)
- 1946 - Wan Rong, imperatrice cinese (n. 1906)
- 1947 - John Edward Lloyd, storico gallese (n. 1861)
- 1947 - Wilfred Hudson Osgood, naturalista e biologo statunitense (n. 1875)
- 1947 - Bugsy Siegel, mafioso statunitense (n. 1906)
- 1948 - George Frederick Boyle, pianista, compositore e docente australiano (n. 1886)
- 1948 - Eustace Miles, giocatore di pallacorda britannico (n. 1868)
- 1948 - Luisa di Thurn und Taxis, principessa tedesca (n. 1859)
- 1949 - Floriano Del Secolo, giornalista e politico italiano (n. 1877)
- 1951 - Giovanni Indri, avvocato e politico italiano (n. 1873)
- 1951 - Jacques Baumer, attore francese (n. 1885)
- 1951 - François Georges-Picot, diplomatico francese (n. 1870)
- 1951 - Pietro Raveggi, archeologo e pubblicista italiano (n. 1872)
- 1952 - Giulio Cerpi, fantino italiano (n. 1883)
- 1952 - Luigi Fagioli, pilota automobilistico italiano (n. 1898)
- 1952 - Dario Martin, calciatore italiano (n. 1903)
- 1953 - André Abbal, scultore francese (n. 1876)
- 1953 - Giuseppe Giulietti, sindacalista e politico italiano (n. 1879)
- 1953 - Amleto Poveromo, militare italiano (n. 1893)
- 1953 - Vsevolod Illarionovič Pudovkin, regista sovietico (n. 1893)
- 1953 - Henri de Man, politico e sociologo belga (n. 1885)
- 1954 - Josef Fanta, architetto ceco (n. 1856)
- 1954 - Federico Vincenti, presbitero italiano (n. 1885)
- 1955 - Carlo Aloisio del Liechtenstein, politico austriaco (n. 1878)
- 1955 - Robert A. McGowan, regista e sceneggiatore statunitense (n. 1901)
- 1956 - René Bougnol, schermidore francese (n. 1911)
- 1956 - Frithiof Mårtensson, lottatore svedese (n. 1884)
- 1956 - Vasilij Tichomirov, ballerino e coreografo russo (n. 1876)
- 1957 - Fortunato Longo, scultore italiano (n. 1884)
- 1958 - Kurt Alder, chimico tedesco (n. 1902)
- 1958 - Richard Byrd, discobolo, altista e lunghista statunitense (n. 1892)
- 1958 - Nicola Maldacea Jr., attore italiano (n. 1919)
- 1958 - Nikolai Ramm Østgaard, militare norvegese (n. 1885)
- 1959 - Hitoshi Ashida, politico giapponese (n. 1887)
- 1959 - Maria Ortiz, bibliotecaria, traduttrice e critica letteraria italiana (n. 1881)
- 1960 - Mahlon Hamilton, attore statunitense (n. 1880)
- 1960 - Victor Janson, attore e regista tedesco (n. 1884)
- 1960 - Jack Kelly, canottiere e imprenditore statunitense (n. 1889)
- 1960 - André Patry, astronomo francese (n. 1902)
- 1961 - Raffaele Albertella, pittore italiano (n. 1911)
- 1961 - Jack Dawn, truccatore statunitense (n. 1892)
- 1962 - Gabriel Bertrand, chimico e biologo francese (n. 1867)
- 1963 - Gordon Jones, attore statunitense (n. 1912)
- 1963 - Pio Ortelli, docente e scrittore svizzero (n. 1910)
- 1963 - Ralph Sanford, attore statunitense (n. 1899)
- 1964 - Edgar Barrier, attore statunitense (n. 1907)
- 1964 - Banner Johnstone, canottiere britannico (n. 1882)
- 1964 - Vasilij Ivanovič Kuznecov, generale sovietico (n. 1894)
- 1965 - Bernard Baruch, imprenditore e politico statunitense (n. 1870)
- 1966 - Cheng Bugao, regista cinese (n. 1898)
- 1966 - Hans Egarter, giornalista e partigiano italiano (n. 1909)
- 1966 - Robert Hense, calciatore tedesco (n. 1885)
- 1966 - Georges Lemaître, fisico e astronomo belga (n. 1894)
- 1966 - Gioacchino Quarello, politico italiano (n. 1892)
- 1967 - Hans Dittmar, velista finlandese (n. 1902)
- 1967 - Adrien Hébert, pittore francese (n. 1890)
- 1969 - Rudolf Schwarzkogler, performance artist austriaco (n. 1940)
- 1969 - Mohammed Siddiq al-Minshawi, egiziano (n. 1920)
- 1970 - Angelo Crippa, architetto e disegnatore italiano (n. 1882)
- 1973 - Márton Keleti, regista ungherese (n. 1905)
- 1974 - Georges De Spae, calciatore belga (n. 1900)
- 1974 - Marc Pincherle, musicologo francese (n. 1888)
- 1975 - Tommaso Colonnello, pittore italiano (n. 1896)
- 1975 - Suzanne Comhaire-Sylvain, antropologa e linguista haitiana (n. 1898)
- 1975 - Michail Alekseevič Egorov, militare sovietico (n. 1923)
- 1975 - Karel Gleenewinkel Kamperdijk, calciatore olandese (n. 1883)
- 1976 - Miguel Ángel Bustos, poeta, pittore e critico letterario argentino (n. 1932)
- 1976 - Guido Ghedina, sciatore alpino italiano (n. 1931)
- 1976 - Corrado Sonni, attore italiano (n. 1904)
- 1977 - Abner Biberman, regista e attore statunitense (n. 1909)
- 1977 - Günther Leibfried, fisico tedesco (n. 1915)
- 1978 - Eugene DeVerdi, attore e stuntman italiano (n. 1893)
- 1978 - Mark Robson, regista, montatore e produttore cinematografico canadese (n. 1913)
- 1978 - Mario Romoli, pittore italiano (n. 1908)
- 1978 - Ted Temme, nuotatore e pallanuotista britannico (n. 1904)
- 1978 - Todor Živanović, calciatore jugoslavo (n. 1927)
- 1980 - Vincenzo Guarniera, militare e partigiano italiano (n. 1906)
- 1980 - Allan Pettersson, compositore svedese (n. 1911)
- 1981 - Sigurd Leeder, ballerino e coreografo tedesco (n. 1902)
- 1982 - Zygmunt Bohusz-Szyszko, generale polacco (n. 1893)
- 1983 - Alfredo Arroyave, cestista ecuadoriano (n. 1922)
- 1983 - Sadik Hakim, pianista e compositore statunitense (n. 1919)
- 1984 - Giovanni Alessio, linguista e glottologo italiano (n. 1909)
- 1984 - Carmen Casapieri, politica e sindacalista italiana (n. 1938)
- 1984 - Grazia Dore, poetessa e scrittrice italiana (n. 1908)
- 1984 - Jaroslav Moták, calciatore cecoslovacco (n. 1909)
- 1984 - Estelle Winwood, attrice britannica (n. 1883)
- 1985 - Dragomir Tošić, calciatore jugoslavo (n. 1911)
- 1986 - Aimé Deolet, ciclista su strada belga (n. 1906)
- 1986 - Béla Szepes, giavellottista, fondista e combinatista nordico ungherese (n. 1903)
- 1987 - Enzo Battaglia, regista e sceneggiatore italiano (n. 1935)
- 1987 - Leonid Vladimirovič Charitonov, attore sovietico (n. 1930)
- 1988 - Andrea Gaggero, presbitero e pacifista italiano (n. 1916)
- 1989 - Gino Archesso, calciatore italiano (n. 1907)
- 1989 - Dona Drake, cantante, ballerina e attrice statunitense (n. 1914)
- 1989 - Calogero Lauricella, arcivescovo cattolico italiano (n. 1919)
- 1990 - Ina Balin, attrice statunitense (n. 1937)
- 1990 - Ewald Follmann, calciatore tedesco (n. 1926)
- 1990 - Jacques Nguyễn Ngọc Quang, vescovo cattolico vietnamita (n. 1909)
- 1991 - Malcolm Frager, pianista statunitense (n. 1935)
- 1992 - Charles Groves, direttore d'orchestra inglese (n. 1915)
- 1992 - Acton Bjørn, designer danese (n. 1910)
- 1993 - Angelo Marsiano, storico e saggista italiano (n. 1926)
- 1993 - György Sárosi, calciatore e allenatore di calcio ungherese (n. 1912)
- 1994 - Giovanni Alliata di Montereale, politico italiano (n. 1921)
- 1994 - Antonio Briva Mirabent, vescovo cattolico spagnolo (n. 1926)
- 1994 - John O'Neil Farrell, pattinatore di velocità su ghiaccio statunitense (n. 1906)
- 1994 - Don Macintosh, cestista canadese (n. 1931)
- 1994 - Jay Miner, informatico statunitense (n. 1932)
- 1995 - Emil Cioran, filosofo, saggista e aforista romeno (n. 1911)
- 1995 - Gianni Ghidini, ciclista su strada italiano (n. 1930)
- 1995 - Harry Gwala, politico e insegnante sudafricano (n. 1920)
- 1995 - Albert Wyckmans, ciclista su strada belga (n. 1897)
- 1996 - Herbert Gerigk, musicologo tedesco (n. 1905)
- 1996 - Joseph Green, regista, produttore cinematografico e attore polacco (n. 1900)
- 1996 - Wálter Guevara Arze, politico boliviano (n. 1912)
- 1997 - John Akii-Bua, ostacolista ugandese (n. 1949)
- 1997 - Mario Albertarelli, giornalista e scrittore italiano (n. 1933)
- 1997 - Armando Brancia, attore italiano (n. 1917)
- 1997 - Alf Engen, sciatore alpino statunitense (n. 1909)
- 1997 - Carlo Galante Garrone, politico, magistrato e partigiano italiano (n. 1910)
- 1997 - Delio Granchi, scultore e pittore italiano (n. 1910)
- 1997 - Paul Carell, funzionario e scrittore tedesco (n. 1911)
- 1998 - Ernst Brugger, politico e insegnante svizzero (n. 1914)
- 1998 - Heinz Ditgens, calciatore e allenatore di calcio tedesco (n. 1914)
- 1998 - Vittorio Ottaviani, vescovo cattolico italiano (n. 1915)
- 1998 - Elio Ragni, velocista italiano (n. 1910)
- 1998 - Hans Conrad Schumann, militare tedesco (n. 1942)
- 1999 - Olavi Puro, militare e aviatore finlandese (n. 1918)
- 2000 - Giuseppe Gentile, veterinario italiano (n. 1927)

## XXI secolo(136)
- 2001 - Ernest Bour, direttore d'orchestra francese (n. 1913)
- 2001 - Geoff Brown, tennista australiano (n. 1924)
- 2001 - Bert Kramer, attore statunitense (n. 1934)
- 2001 - János Kuszmann, calciatore ungherese (n. 1938)
- 2001 - Zygmunt Pawlas, schermidore polacco (n. 1930)
- 2001 - Massimo Pirri, regista e sceneggiatore italiano (n. 1945)
- 2001 - Leonetto Spagnoli, calciatore italiano (n. 1920)
- 2001 - Valerio Verra, filosofo italiano (n. 1928)
- 2002 - Carlos Badion, cestista e allenatore di pallacanestro filippino (n. 1935)
- 2002 - Heinz Bigler, allenatore di calcio e calciatore svizzero (n. 1925)
- 2002 - Erwin Chargaff, biochimico e scrittore austriaco (n. 1905)
- 2002 - Irene MacDonald, tuffatrice canadese (n. 1933)
- 2002 - Tinus Osendarp, velocista olandese (n. 1916)
- 2002 - Enrique Regüeiferos, pugile cubano (n. 1948)
- 2002 - Lawrence Rucchin, hockeista su ghiaccio canadese (n. 1967)
- 2002 - Walter Villa, pilota motociclistico italiano (n. 1943)
- 2003 - Fielder Cook, regista, produttore televisivo e sceneggiatore statunitense (n. 1923)
- 2003 - André Grillon, allenatore di calcio e calciatore francese (n. 1921)
- 2003 - Hiroko Matsumoto, supermodella giapponese (n. 1935)
- 2003 - Dady Orsi, pittore, incisore e illustratore italiano (n. 1917)
- 2003 - Loris Roggia, copilota di rally italiano (n. 1953)
- 2004 - Tom Benetollo, politico italiano (n. 1951)
- 2004 - Remo Berselli, grafico, illustratore e fumettista italiano (n. 1925)
- 2004 - Hanns Cibulka, scrittore, poeta e giornalista tedesco (n. 1920)
- 2004 - Brenno Milani, calciatore italiano (n. 1925)
- 2004 - José Manuel Delgado Rivera, allenatore di calcio e calciatore spagnolo (n. 1946)
- 2005 - Pio Baldelli, scrittore, giornalista e critico cinematografico italiano (n. 1923)
- 2005 - Larry Collins, giornalista e scrittore statunitense (n. 1929)
- 2005 - Charles David Keeling, chimico statunitense (n. 1928)
- 2005 - Jack St. Clair Kilby, ingegnere elettrotecnico statunitense (n. 1923)
- 2005 - Bernard Adolph Schriever, generale tedesco (n. 1910)
- 2005 - Luis Suárez, calciatore argentino (n. 1938)
- 2006 - Markus Fierz, fisico svizzero (n. 1912)
- 2006 - René Küss, medico francese (n. 1913)
- 2006 - Walter Mantegazza, calciatore uruguaiano (n. 1952)
- 2006 - Cesare Mantovani, politico e giornalista italiano (n. 1939)
- 2007 - Osvaldo Baldacci, geografo italiano (n. 1914)
- 2007 - Franco Bonaiuti, architetto italiano (n. 1920)
- 2007 - Luciano Damiani, scenografo, costumista e regista teatrale italiano (n. 1923)
- 2007 - Nazik al-Mala'ika, poetessa irachena (n. 1922)
- 2008 - Carlo Pierangeli, cantante e attore italiano (n. 1928)
- 2008 - Jean-Pierre Thystère Tchicaya, politico della Repubblica del Congo (n. 1936)
- 2009 - Aldo Belleni Morante, matematico italiano (n. 1938)
- 2009 - Godfrey Rampling, velocista britannico (n. 1909)
- 2010 - Harry Blackmore Whittington, paleontologo e docente britannico (n. 1916)
- 2010 - Roberto Rosato, calciatore italiano (n. 1943)
- 2010 - Jacques Yameogo, allenatore di calcio burkinabé (n. 1943)
- 2011 - Alexander Abrosimov, matematico e docente russo (n. 1948)
- 2011 - Milivoj Ašner, poliziotto croato (n. 1913)
- 2011 - Ryan Dunn, personaggio televisivo statunitense (n. 1977)
- 2011 - Gilbert Ouy, medievista e bibliotecario francese (n. 1924)
- 2011 - Ottilie Patterson, cantante e pianista britannica (n. 1932)
- 2011 - Lamberto Sechi, giornalista italiano (n. 1922)
- 2012 - Gianni Bombardi, giocatore di biliardo italiano (n. 1962)
- 2012 - Sandro Viola, giornalista italiano (n. 1931)
- 2012 - Alcides Mendoza Castro, arcivescovo cattolico peruviano (n. 1928)
- 2012 - Umberto Righetti, politico italiano (n. 1923)
- 2013 - Diosa Costello, attrice statunitense (n. 1913)
- 2013 - Flavio Mengoni, politico e avvocato italiano (n. 1929)
- 2013 - Ingvar Rydell, calciatore svedese (n. 1922)
- 2013 - Jeffrey Smart, pittore australiano (n. 1921)
- 2013 - Suzanne W. Tourtellotte, astronoma statunitense (n. 1945)
- 2014 - Oberdan Cattani, calciatore brasiliano (n. 1919)
- 2014 - Florica Lavric, canottiera rumena (n. 1962)
- 2014 - Ernesto Tabujara, ingegnere filippino
- 2014 - Caty Torta, pittrice italiana (n. 1920)
- 2014 - Jaroslav Walter, hockeista su ghiaccio cecoslovacco (n. 1939)
- 2015 - Esther Brand, altista e discobola sudafricana (n. 1922)
- 2015 - Giulio Glorioso, giocatore di baseball italiano (n. 1931)
- 2015 - Angelo Niculescu, allenatore di calcio e calciatore rumeno (n. 1921)
- 2016 - Ann Atwater, attivista statunitense (n. 1935)
- 2016 - Pietro D'Ignazio, politico italiano (n. 1927)
- 2016 - Anna Maria Franchini, cestista italiana (n. 1933)
- 2016 - Benoîte Groult, giornalista e scrittrice francese (n. 1920)
- 2016 - Gorō Hasegawa, inventore giapponese (n. 1932)
- 2016 - James Victor, attore dominicano (n. 1939)
- 2016 - Edgard Pisani, funzionario